# Libor Charfreitag
Libor Charfreitag, född 11 september 1977 i Trnava, är en slovakisk friidrottare som tävlar i släggkastning.
Charfreitag har ett flertal gånger varit med i mästerskapsfinaler i slägga. Vid EM 2002 i München slutade han sjua. Samma placering nådde Charfreitag vid OS 2004. Vid VM 2005 slutade han nia medan den största framgången hittills kom vid VM 2007 i Osaka då Charfreitag blev trea. Han var även i final vid Olympiska sommarspelen 2008 och slutade där på en åttonde plats.
Charfreitags personliga rekord är 81,81 noterat vid en tävling i Prag 2003.